# 赤石斑魚
赤石斑魚，又稱黑邊石斑魚，俗名為石斑、格仔魚、赤鮨，為輻鰭魚綱鱸形目鱸亞目鮨科的其中一個種。
该物种的模式产地在红海。

## 分布
本魚廣泛分布於印度洋－太平洋區，包括東非、日本、韓國、台灣、澳洲、豪勳爵島及太平洋各島嶼附近海域皆有分布。

## 深度
水深4至160公尺。

## 特徵
體呈紅橙色，體側具5至6條不甚明顯橫帶。眼小，短於吻長。口大；上下頜前端具小齒，兩側齒細尖，下頜約2－4列。胸鰭圓形且長過腹鰭、尾鰭圓形，具有但黃色之末端，背鰭硬棘部的尖端呈黑色，背鰭硬棘6枚，背鰭軟條15－17枚、臀鰭硬棘3枚，軟條8枚。體被細小櫛鱗；側線鱗孔數49－75枚；縱列鱗數92－135枚，前鰓蓋骨後緣具鋸齒，下緣光滑。鰓蓋骨後緣具3扁棘。體長可達40公分。

## 生態
為岩礁區及珊瑚礁區常見之魚類。肉食性，以魚類及甲殼類為主食。

## 經濟利用
肉質鮮美，具高價值經濟魚類，適合清蒸或煮清湯皆可。